# O czym się nie mówi (film 1939)
O czym się nie mówi... – polski film obyczajowy z 1939 roku. Ekranizacja powieści Gabrieli Zapolskiej.
Film ten jest źródłem trzech fragmentów filmu Arabella z 1917 roku, który nie zachował się do naszych czasów.

## Treść
Krajewski, urzędnik bankowy, zakochuje się w przypadkowo poznanej, pięknej dziewczynie Frani.  Frania odwzajemnia jego uczucie. Krajewski nie wie jednak, że ukochana skrywa przed nim pewną tajemnicę.

## Główne role
- Stanisława Angel-Engelówna (Frania Wątorek zwana "Porankiem")
- Mieczysław Cybulski (Krajewski)
- Ludwik Sempoliński (Konic)
- Bogusław Samborski (Kornblum, dyrektor kabaretu "Orfeum")
- Stanisława Wysocka (Romanowa)
- Ina Benita (Mańka, córka Romanowej)
- Ewa Bonacka (Stefka)
- Stanisław Sielański (Flecik)
- Wsiewołod Orłow (kupiec rosyjski)